# Mr. Methane
Mr. Methane (eigentlich Paul Oldfield; * 1966 in Macclesfield) ist ein britischer Kunstfurzer. Er ist „Flatulist“, auf Deutsch auch Kunstfurzer, also ein Mensch, der durch Modulation seiner Flatulenzen mittels rhythmischem, wohldosiertem Anspannen und Relaxieren des äußeren Anus-Schließmuskels (Musculus sphincter ani externus) diverse Melodien und Geräuscheffekte bis hin zu Naturgeräuschen wie Gewittern und Elchröhren erzeugen kann und damit als Künstler öffentlich auftritt.

## Leben
Paul Oldfield erkannte nach eigenen Angaben sein Talent im Alter von fünfzehn Jahren bei Yoga-Übungen. Bereits zu Schulzeiten sorgten seine Demonstrationen vor Mitschülern für Gesprächsstoff, sodass er regelmäßige Vorstellungen gab. Nach seiner Ausbildungszeit bei British Rail lernte er Ende der 1980er Jahre in Derbyshire Paul Genders kennen, der in der Macclesfielder Coverband „The Screaming Beavers“ spielte und ihn als Gastkünstler mit ins Programm nahm. Nachdem seine Vorführungen beim Publikum auf Anerkennung stießen, beschloss er seine Karriere als Berufskünstler.
In seiner professionellen Zeit ab 1991 trat Mr. Methane in einem hautengen, hellgrün-pinkfarbenen Kostüm mit Umhang und Maske auf. Seine Vorführungen führten ihn durch Europa, Nordamerika, Asien und Australien, wo er unter anderem auch beim Juste pour rire-Festival in Montreal, beim Edinburgher Fringe und beim Melbourne International Comedy Festival auftrat. Neben zahlreichen Fernseh- und Radioauftritten, darunter einige in der US-amerikanischen Radiosendung von Howard Stern, wurde er vor allem in Schweden und Japan bekannt.
Oldfield behauptet von sich, der einzige professionelle „Flatulist“ seiner Zeit gewesen zu sein. Er setzte sich im Jahr 2006 zur Ruhe. Offensichtlich tritt er doch weiter auf, denn im August 2007 war er bei Sat.1 in „Clever! – Die Show, die Wissen schafft“ zu sehen und im Mai 2009 stellte er sich der Jury von Britain’s Got Talent (auf ITV1), die er mit seinem Donauwalzer aber nicht überzeugen konnte. Ein weiterer Auftritt wurde am 17. Oktober 2009 von RTL in der Sendung Das Supertalent ausgestrahlt. Dort gewann er Dieter Bohlen und Bruce Darnell für sich und rückte ins Halbfinale vor, wo ihn das Publikum allerdings nicht ins Finale wählte. 2020 war er nach längerer Abstinenz mit einem Gastauftritt in der Show Balls – Für Geld mach ich alles auf ProSieben wieder im deutschen Fernsehen zu sehen.

## Veröffentlichungen von Musikstücken
Mr. Methane veröffentlichte auch verschiedene Audio-CDs und eine DVD, wo er sowohl als Sänger als auch als Furzer zu hören bzw. zu sehen ist. Sein im Jahr 2000 veröffentlichtes Album „Mr Methane.com“ enthält unter anderem seine Interpretationen des Donauwalzers, der Ouvertüre 1812 und des Schwanensees. Produziert wurde das Album vom früheren Jethro-Tull-Schlagzeuger Barriemore Barlow, der auch zeitweise sein Manager war. Danach folgte ein Weihnachtsalbum mit dem Titel „Merry Methane“ und eine Videokassette bzw. DVD mit dem Titel „Mr Methane Lets Rip!“, veröffentlicht unter seinem eigenen Label B. O. Productions Ltd.